# Ophiopyrgus
Genre
Ophiopyrgus est un genre d'ophiures de la famille des Ophiopyrgidae. 

## Liste des espèces
Selon World Register of Marine Species (18 novembre 2018) :
- Ophiopyrgus alcocki Koehler, 1897
- Ophiopyrgus australis Koehler, 1901
- Ophiopyrgus biocalae Vadon, 1991
- Ophiopyrgus depressus Koehler, 1904
- Ophiopyrgus planulatus Koehler, 1922
- Ophiopyrgus saccharatus Studer, 1882
- Ophiopyrgus trispinosus Koehler, 1904
- Ophiopyrgus turritus Litvinova, 1984
- Ophiopyrgus wyvillethomsoni Lyman, 1878

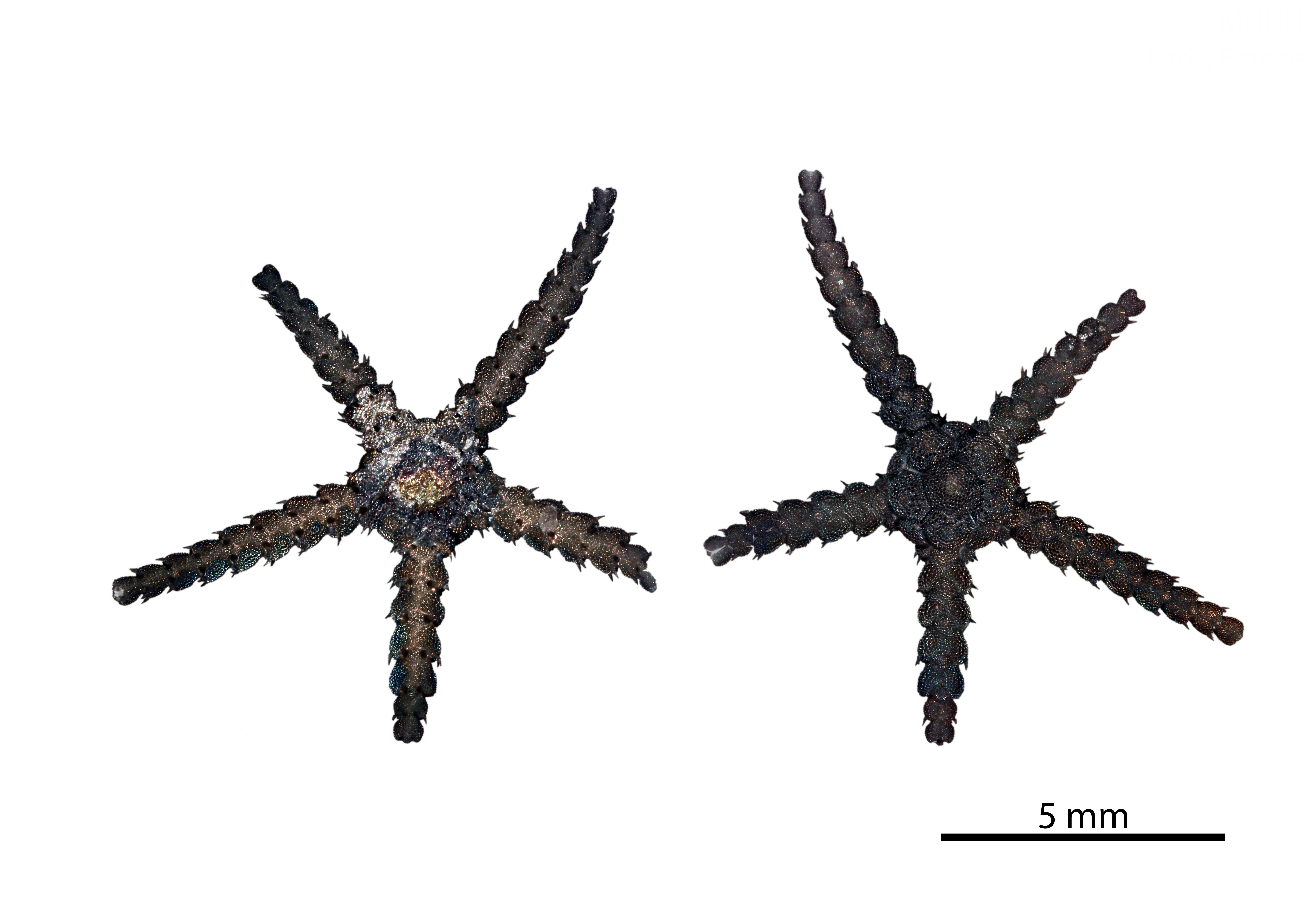
Ophiopyrgus biocalae (variante sombre, MNHN)
Ophiopyrgus saccharatus
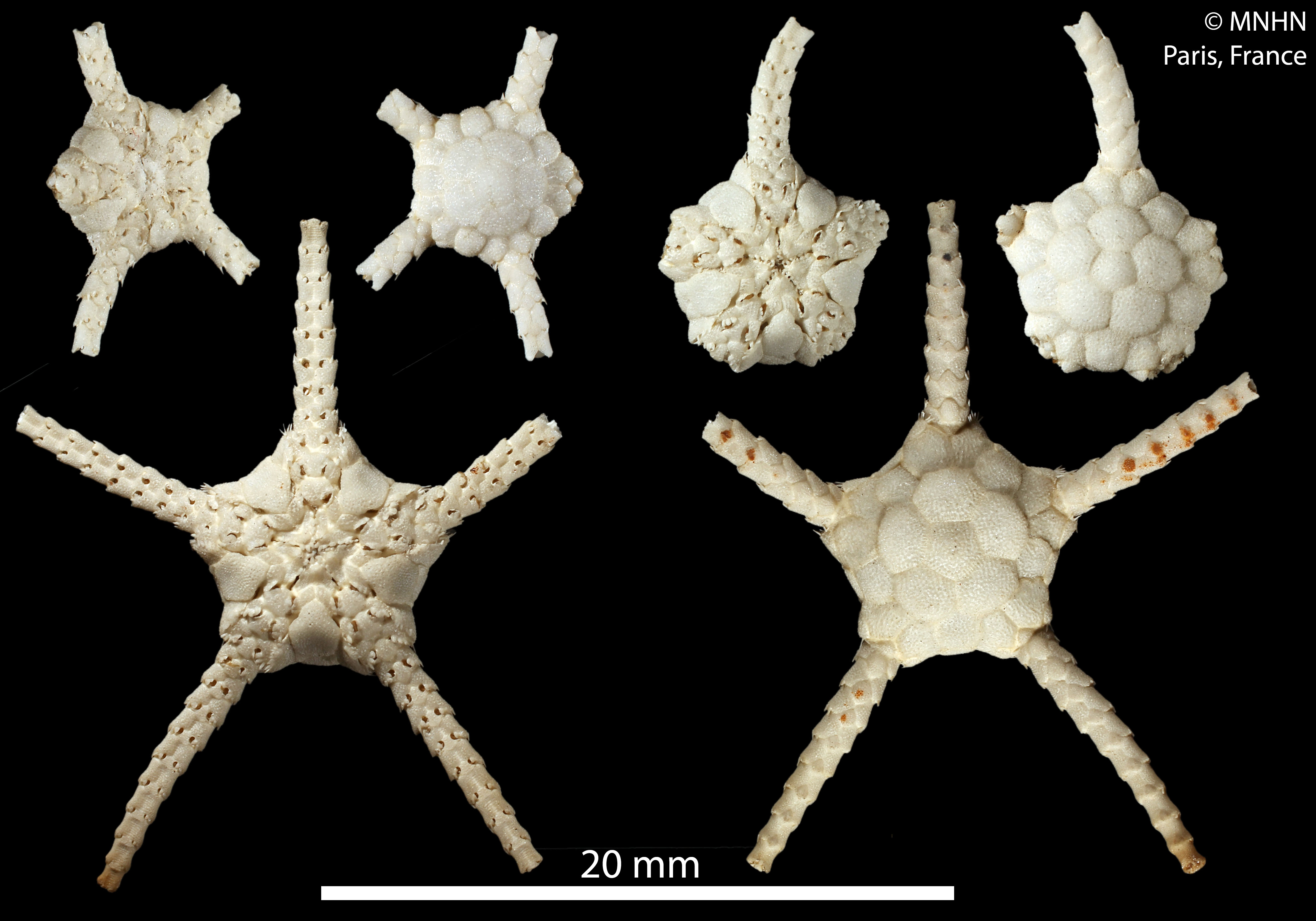
Ophiopyrgus trispinosus (MNHN)

## Publication originale
- Lyman, 1878 : Ophiuridae and Astrophytidae of the exploring voyage of the H.M.S. Challenger under Prof. Sir Wyville Thompson, F. R. S. Part I. Bulletin of the Museum of Comparative Zoology at Harvard College, Cambridge, vol. 5, p. 65-168 (texte intégral).